# Réanimation
La réanimation regroupe les techniques et procédés de diagnostic et traitement des troubles physiologiques aigus (comme le manque de respiration ou de rythme cardiaque) conduisant à la défaillance d'un ou plusieurs organes. En France, les techniques de réanimation sont utilisées en milieu hospitalier (service de réanimation) comme pré-hospitalier (SMUR), alors qu'aux USA, elles sont employées qu'en milieu hospitalier, dans 3 services : aux soins intensifs, en chirurgie traumatologique et aux services des urgences. Des exemples bien connus sont la réanimation cardio-pulmonaire et la réanimation par bouche à bouche. 

## Historique
Pour le professeur de neurosciences Stéphane Charpier, le premier cas de réanimation moderne dans l'histoire de la médecine est en 1650 la « résurrection » de la jeune Anglaise Anne Greene (en) considérée comme morte après une pendaison ratée.

## Paramètres
| Système                                    | Exemples de causes                    | Exemples de causes                                            | Biomarqueur                                  | Biomarqueur | Traitement                                                 |           |
| ------------------------------------------ | ------------------------------------- | ------------------------------------------------------------- | -------------------------------------------- | --- | ---------------------------------------------------------- | --------- |
| Hypoperfusion (choc circulatoire)          | Choc hémorragique                     | Hypovolémie (choc hypovolémique)                              | Statut du volume intravasculaire (précharge) | Fréquence cardiaque (tachycardie) / pression artérielle systolique (hypotension) / diminution du débit urinaire | Remplissage vasculaire / Transfusion sanguine              |           |
| Hypoperfusion (choc circulatoire)          | Choc cardiogénique                    | Choc cardiogénique                                            | Débit cardiaque                              | Fréquence cardiaque (tachycardie) / pression artérielle systolique (hypotension) / diminution du débit urinaire | Agents inotropes positifs / Chronotropes                   |           |
| Hypoperfusion (choc circulatoire)          | Choc distributif                      | Choc septique / Sepsis                                        | Perméabilité vasculaire                      | Fréquence cardiaque (tachycardie) / pression artérielle systolique (hypotension) / diminution du débit urinaire | Vasopresseurs                                              |           |
| Hypoperfusion (choc circulatoire)          | Choc distributif                      | Choc neurogène / spinal                                       | Résistance périphérique totale               | Fréquence cardiaque (tachycardie) / pression artérielle systolique (hypotension) / diminution du débit urinaire | Vasopresseurs                                              |           |
| Hypoperfusion (choc circulatoire)          | Choc obstructif                       | Tamponnade cardiaque                                          | Triade de Beck                               | Triade de Beck                                                                                                  | Péricardiocentèse / thoracotomie avec fenêtre péricardique |           |
| Hypoperfusion (choc circulatoire)          | Choc obstructif                       | Pneumothorax de tension                                       |                                              | | Thoracentèse / drain thoracique                            |           |
| Hypoperfusion (choc circulatoire)          | Choc obstructif                       | Embolie pulmonaire                                            |                                              | | Thrombolyse / embolectomie                                 |           |
| Déséquilibre acide-base                    | Acidose                               | Acidose                                                       | pH                                           | pH | Traitement de la cause /Bicarbonate de sodium              |           |
| Déséquilibre acide-base                    | Alcalose                              | Alcalose                                                      | pH                                           | pH | Interventionnel / de soutien                               |           |
| Échange de gaz (insuffisance respiratoire) | Hypercapnie                           | Hypercapnie                                                   | PaCO2                                        | PaCO2 | Ventilation artificielle                                   |           |
| Échange de gaz (insuffisance respiratoire) | Hypoxie                               | Hypoxie                                                       | SpO2 / PaO2                                  | SpO2 / PaO2 | Oxygénothérapie                                            |           |
| Niveau de conscience altéré                | Coma                                  | Narcose (surdose de drogue) / AVC (hémorragie intracrânienne) | Glasgow Coma Scale                           | Glasgow Coma Scale                                                                                              | Interventionnel / de soutien                               |           |
| Régulation de la glycémie                  | Hyperglycémie                         | Hyperglycémie                                                 | Sucre dans le sang                           | Sucre dans le sang                                                                                              | Insuline                                                   |           |
| Régulation de la glycémie                  | Hypoglycémie                          | Hypoglycémie                                                  | Sucre dans le sang                           | Sucre dans le sang                                                                                              | Glucose                                                    |           |
| Dyskaliémie                                | Hyperkaliémie                         | Hyperkaliémie                                                 | Potassium sérique                            | Potassium sérique                                                                                               | Chlorure de calcium / Diglutamate de calcium, autres       |           |
| Dyskaliémie                                | Hypokaliémie                          | Hypokaliémie                                                  | Potassium sérique                            | Potassium sérique                                                                                               | Potassium                                                  | Potassium |
| Coagulopathie                              | Hypocoagulabilité                     | Hypocoagulabilité                                             | TP / Fibrinogène / Thrombo-élastogramme      | TP / Fibrinogène / Thrombo-élastogramme                                                                         | Plasma frais congelé / cryoprécipité / plaquettes          |           |
| Insuffisance rénale                        | Deshydratation / Sepsis / Obstruction | Deshydratation / Sepsis / Obstruction                         | Diurèse                                      | Créatinine | Epuration extra-rénale                                     |           |